# 富蘭克林鎮區 (堪薩斯州富蘭克林縣)
富蘭克林鎮區（英語：Franklin Township）為位在美國堪薩斯州富蘭克林縣的鎮區。2010年美国人口普查中該鎮區人口有3,065人，為富蘭克林縣人口最多的鎮區。

## 地理
富蘭克林鎮區涵蓋面積91.88平方（35.48平方英里），境內包含1座城市：韋爾斯維爾。根據美國地質調查局的資料，此鎮區僅有1座墓園：韋爾斯維爾墓園（Wellsville Cemetery）。

## 交通
富蘭克林鎮區境內有35號州際公路和33號堪薩斯州州道等主要公路，前者為東北往西南方向通過，後者為南北方向通過。富蘭克林鎮區擁有1座機場及降落跑道：Qualls-Hart機場。富蘭克林鎮區境內有BNSF鐵路主線貫穿該鎮區中部 。

## 人口統計
根據2010年美國人口普查，富蘭克林鎮區人口有3,065人，人口密度為33.29人/平方公里。種族組成方面，95.6%為白人；0.62%為非裔美洲人；0.59%為美洲原住民；0.59%為亞洲人；0%為太平洋島民；0.75%為來自其他種族；另外有1.86%來自兩個或以上的種族。而其他族裔如西班牙裔美國人或拉丁美洲人等佔該城市人口的2.9%。

## 外部連結
- USGS Geographic Names Information System (GNIS)（页面存档备份，存于）
- Franklin Township website （页面存档备份，存于）
- City-Data.com （页面存档备份，存于）